# Magnes (poeta)
Magnes (grec antic: Μάγνης)  (Atenes, segle V aC - Atenes, p. segle V aC) va ser un dels principals poetes còmics grecs de la vella comèdia.

## Biografia
Va néixer a Icària, una demos d'Àtica. L'esmenta Aristòtil com a contemporani de Quiònides, mentre un anònim el situa entre Epicarm i Cratí d'Atenes. Suides diu que era jove quan Epicarm ja era vell. La seva mort la menciona Aristòfanes a Els cavallers, escrita el 423 aC, i diu que es un fet que s'ha produït recentment . D'això es dedueix que va florir cap a la meitat del segle v aC.
A Els cavallers Aristòfanes diu:  "τοῦτο μὲν εἰδὼς ἅπαθε Μάγνης ἅμα ταῖς πολιαῖς κατιούσαις, ὃς πλείστα χορῶν τῶν ἀντιπάλων νίκης ἔστησε τροπαῖα: πάσας δ᾽ ὑμῖν φωνὰς ἱεὶς καὶ ψάλλων καὶ πτερυγίζων καὶ λυδίζων καὶ ψηνίζων καὶ βαπτόμενος βατραχείοις οὐκ ἐξήρκεσεν, ἀλλὰ τελευτῶν ἐπὶ γήρως, οὐ γὰρ ἐφ᾽ ἥβης, ἐξεβλήθη πρεσβύτης ὢν, ὅτι τοῦ σκώπτειν ἀπελείφθη".
A Suides s'indica que va escriure nou comèdies i va obtenir dos premis, però això no se segur. L'anònim li assigna onze victòries i diu que dels seus drames, cap es va conservar, però que nou li van ser atribuïts incorrectament.
Títols conservats:
- Βαρβίτιδες o Βαρβιτισταί ('Barbitides', tocadors de barbiton, una mena de lira)
- Ὄρνιθες ('Ornithes', ocells)
- Λυδοί ('Lydoi', lidis)
- Ψῆνες ('Psenes', vespes de les figues)
- Βάτραχοι ('Batrachoi', granotes)
- Διόνυσος, ('Dionysos', Dionís)
- Πιτακίς o Πυτακίδης ('Pitakis' o 'Pytakides', relacionat amb la Pítia o amb 'pittakion' tauleta de cera)
- Ποάστρια ('Poastria', treballadora agrícola, relacionat amb ποα, 'poa' lloc herbós)
- Γαλεωμυομαχία ('Galeomiomàquia', batalla entre gats i ratolins)